# Kabinett Nakasone II
| Amt | Name               | Partei               | Faktion    |
| --- | ------------------ | -------------------- | ---------- |
| Premierminister | Nakasone Yasuhiro  | LDP                  | (Nakasone) |
| Justizminister | Sumi Eisaku        | LDP                  | Suzuki     |
| Außenminister | Abe Shintarō       | LDP                  | Fukuda     |
| Finanzminister | Takeshita Noboru   | LDP                  | Tanaka     |
| Bildungsminister | Mori Yoshirō       | LDP                  | Fukuda     |
| Gesundheits- und Sozialminister                                                                                                | Watanabe Kōzō      | LDP                  | Tanaka     |
| Minister für Landwirtschaft, Forsten und Fischerei                                                                             | Yamamura Shinjirō  | LDP                  | Tanaka     |
| Minister für Internationalen Handel und Industrie                                                                              | Okonogi Hikosaburō | LDP                  | Nakasone   |
| Verkehrsminister | Hosoda Kichizō     | LDP                  | Fukuda     |
| Postminister | Okuda Keiwa        | LDP                  | Tanaka     |
| Arbeitsminister | Sakamoto Misoji    | LDP                  | Kōmoto     |
| Bauminister | Mizuno Kiyoshi     | LDP                  | Suzuki     |
| Innenminister Vorsitzender der Nationalen Kommission für Öffentliche Sicherheit                                                | Tagawa Seiichi     | Neuer Liberaler Klub | —          |
| Chefkabinettssekretär | Fujinami Takao     | LDP                  | Nakasone   |
| Leiter des Amts des Premierministers bis 1. Juli 1984 Leiter der Behörde für die Entwicklung Okinawas                          | Nakanishi Ichirō   | LDP                  | Fukuda     |
| Leiter der Behörde für Verwaltungsaufsicht bis 1. Juli 1984 Leiter der Behörde für Management und Koordination ab 1. Juli 1984 | Gotōda Masaharu    | LDP                  | Tanaka     |
| Leiter der Verteidigungsbehörde                                                                                                | Kurihara Yūkō      | LDP                  | Suzuki     |
| Leiter des Wirtschaftsplanungsamts                                                                                             | Kōmoto Toshio      | LDP                  | Kōmoto     |
| Leiter der Behörde für Wissenschaft und Technologie                                                                            | Isurugi Michiyuki  | LDP                  | Suzuki     |
| Leiter der Umweltbehörde | Ueda Minoru        | LDP                  | Tanaka     |
| Leiter der Behörde für die Entwicklung Hokkaidōs Leiter der Behörde für Staatsland                                             | Inamura Sakonshirō | LDP                  | Nakasone   |

Anmerkung: Der Parteivorsitzende und Premierminister gehört während seiner Amtszeit offiziell keiner Faktion an.